# Kerk van Eppenhuizen
De kerk van Eppenhuizen is een in 1882 gebouwd zaalkerkje in het dorp Eppenhuizen in de Nederlandse provincie Groningen. Het gebouw aan de Eppenhuizerweg 6 doet sinds 2000 dienst als woning.

## Geschiedenis

### Voorloper
Het kerkje is op de plaats gekomen van de eveneens in 1882 afgebroken 15e-eeuwse Mariakerk met een daarvan losstaande toren, die afgebeeld staan op de Coenderskaart van rond 1675 en qua uitstraling leken op de nabijgelegen kerk van Zandeweer. De kerk vormde de eerste predikplaats van De Cock. In de oude kerk bevonden zich onder andere een preekstoel met lezenaar uit 1755 Op de preekstoel staan de wapens van Albert Adriaan Van Lijnden en Johanna Wilhelmina van Lewe van Aduard van de Klinkenborg te Kantens. Daarnaast stonden er een orgel uit 1861 van Nicolaas Anthonie Gerhardus Lohman, een avondmaalstafel, een koperen doopbekken met een ijzeren onderstel. In de toren van de oude kerk hing een klok uit 1478, die in 1883 werd verkocht aan de katholieke Christoforuskerk in Schagen. De afbraak van de kerk vond plaats onder predikant Johan Bernard Goudschaal, die in zijn vorige predikplaats Rottum ook al de kerk had laten slopen.

### Huidige kerk
Het huidige kerkje heeft een driezijdige koorsluiting, een gepleisterde voorgevel en een omlijste ingang met erboven een gedenkplaat ter ere van de bouw. De trap naar de kerk is gemaakt van oude grafzerken, waaronder een grafzerk uit 1692. In de dakruiter hangt een klok die in het bouwjaar 1882 werd gegoten door Andries Heero van Bergen uit Heiligerlee. Deze klok met een doorsnee van 65 centimeter werd in de Tweede Wereldoorlog geroofd door de Duitsers om te worden omgesmolten, maar kreeg om onverklaarbare reden het stempel 'M' van monument, waardoor deze gespaard bleef en in 1946 weer kon worden teruggehangen. 
De oude preekstoel werd overgeplaatst naar het koor van de nieuwe kerk en vormt tegenwoordig als enige onderdeel van de kerk een rijksmonument.  
De kerk werd in 1937 samengevoegd met die van Zandeweer en later ook met Garsthuizen. In 1965 vertrok de laatste dominee. In 1976 werd de laatste dienst gehouden in het kerkje. In 1990 kwam er een kunstenaar in de kerk. Tussen 1997 en 1998 werd de dakruiter gerestaureerd. Daarop maakte de kerkvoogdij bekend het gebouw, dat niet langer gebruikt werd, niet langer te kunnen en willen bekostigen. Een groep inwoners nam daarop in 2002 de kerk over om te voorkomen dat deze in particuliere handen zou komen en mogelijk onherstelbaar zou worden verminkt. Het schip van de kerk werd daarop verbouwd tot woning voor de kunstenaar, terwijl het koor een openbare functie bleef houden. Tussen 2003 en 2004 werd daartoe een aparte ingang naar het koor gemaakt. In het koor bevinden zich een lambrisering, banken en andere attributen uit de gesloopte kerk van Garsthuizen. Het oorspronkelijke meubilair (waaronder het orgel) is op de preekstoel na verdwenen uit de kerk. Van het orgel zijn de zijvleugels van de oude orgelkas met twee engelen met bazuinen hergebruikt voor het orgel van de kerk van Nieuw-Scheemda. Ter vervanging werd een harmonium in de kerk geplaatst. 
Sinds 2017 wordt het schip gebruikt foor een fotograaf als studio en zo nu en dan door het dorp als ontmoetingsruimte. Het schip is nog steeds toegankelijk voor bezichtiging van de preekstoel. Inmiddels is er intensief gewerkt aan herstel van aardbevingsschade aan de  kerk en is er structurele verwarming aangebracht. 

## Kerkhof en baarhuisje
Rond de kerk bevindt zich een kerkhof. Dit kerkhof werd in 1931 gesloten toen de begraafplaats aan noordoostzijde van het dorp in gebruik werd genomen. 
Op de plek van de oude toren verrees in het bouwjaar van de kerk met stenen van de oude kerk een nieuw baarhuisje. De oude duiventil op het kerkhof werd door kerkvoogdij afgebroken. In plaats hiervan werden vlieggaten gemaakt in de achterzijde van het nieuwe baarhuisje, wat hierdoor het enige baarhuisje in Groningen is met deze vroegere functie. Het baarhuisje is in 2008 gerestaureerd.

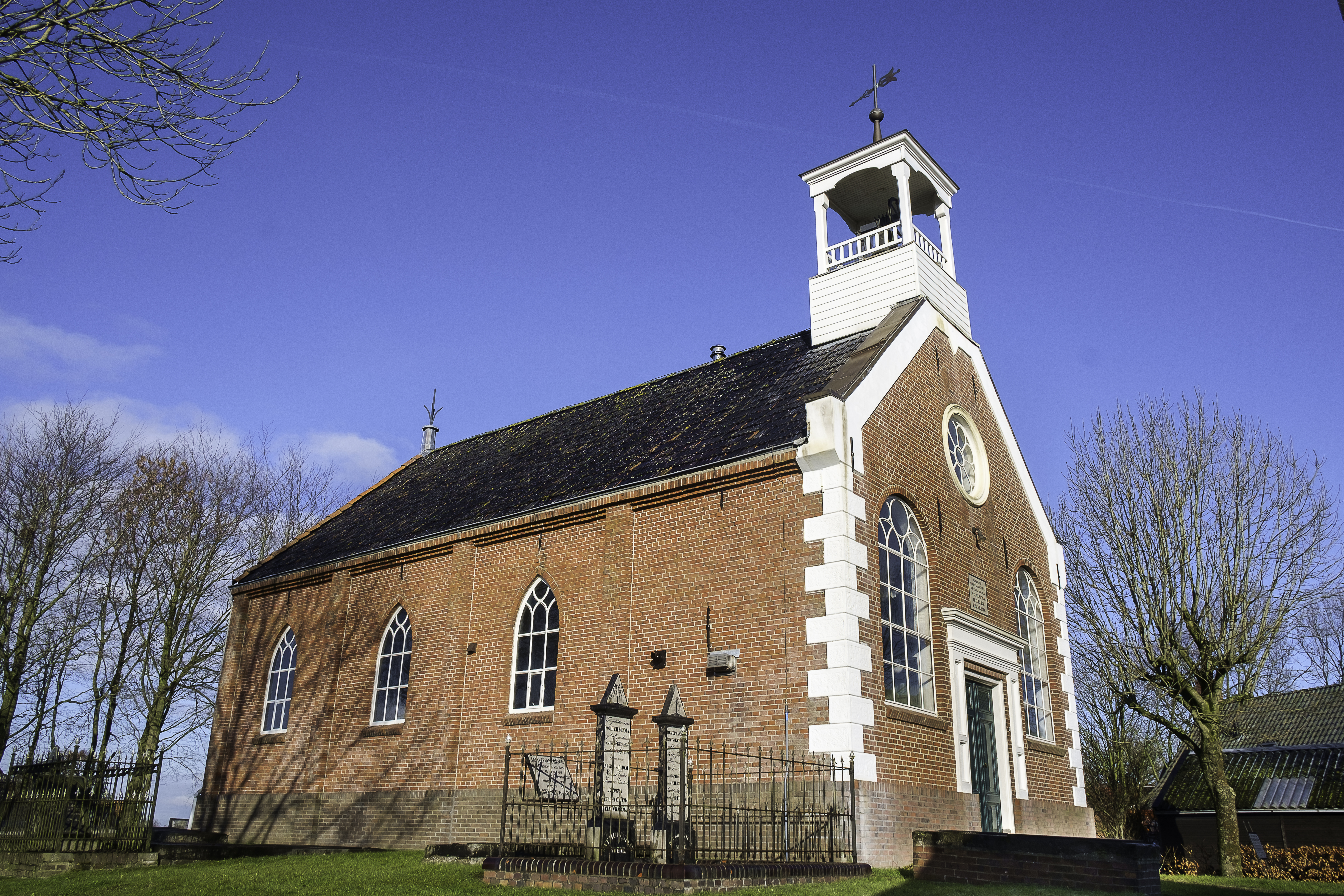
Aanzicht schuin van voren
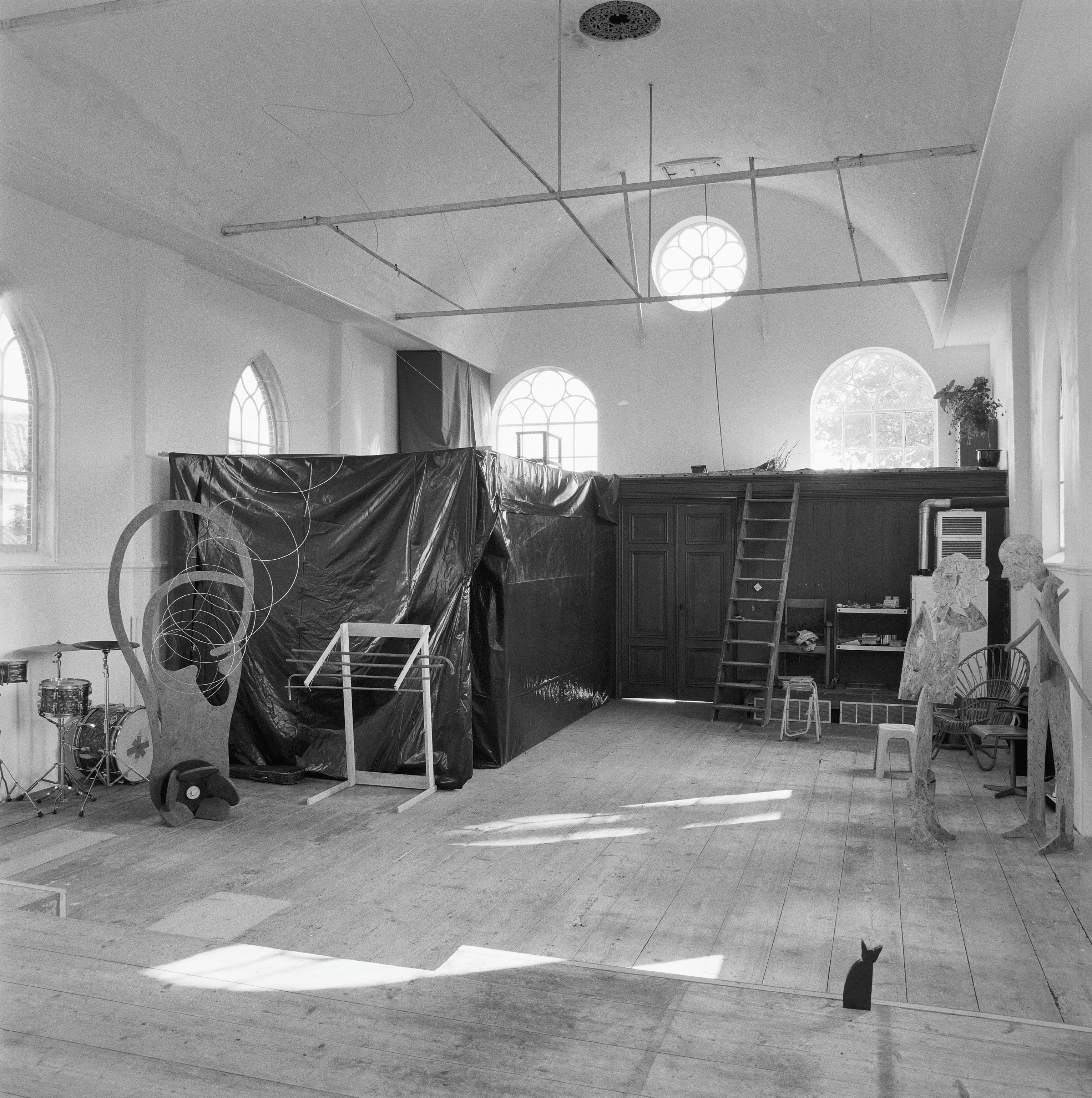
Interieur vanaf het koor in 1992, toen er een kunstenaarsatelier gevestigd was
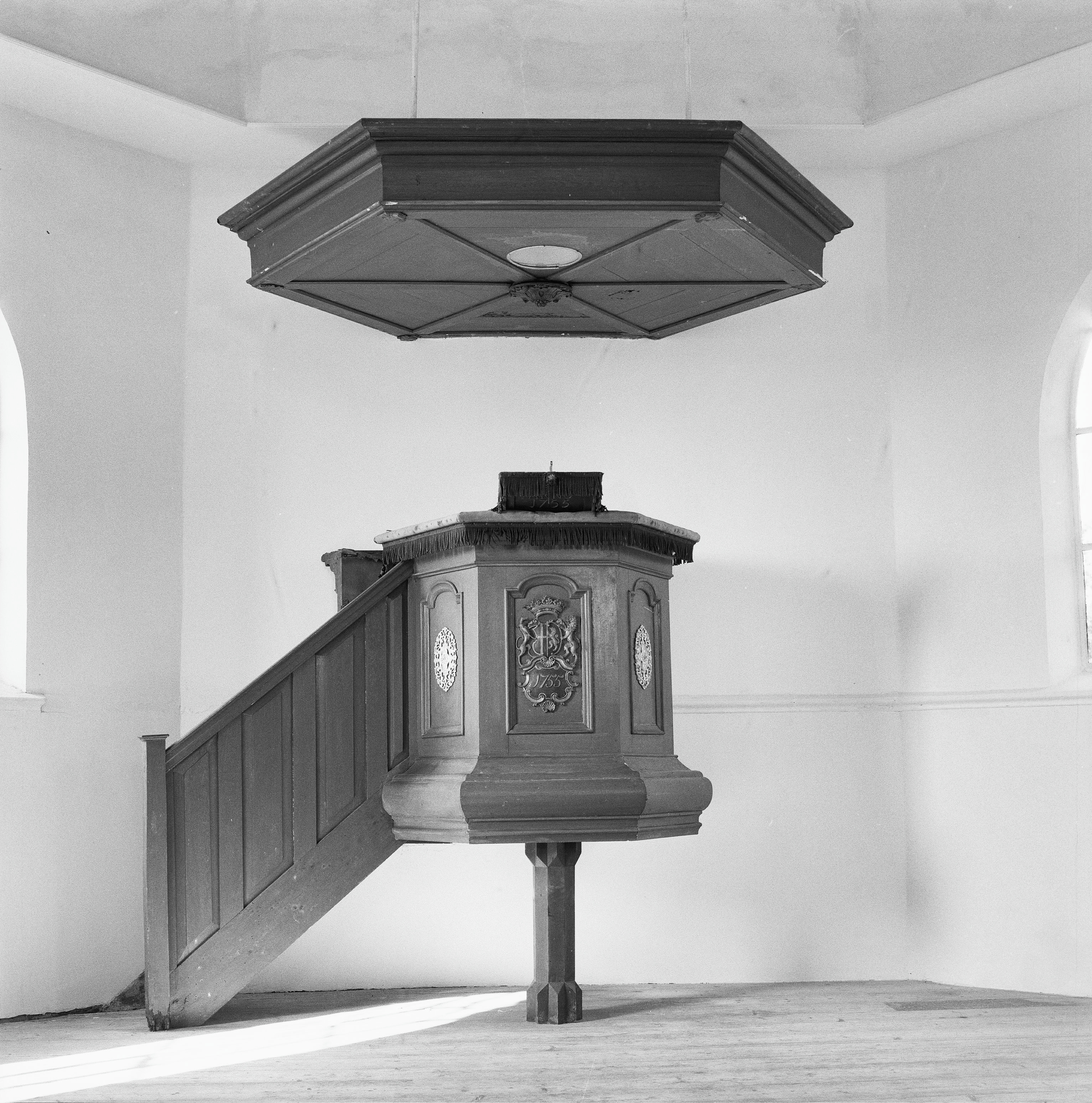
Preekstoel
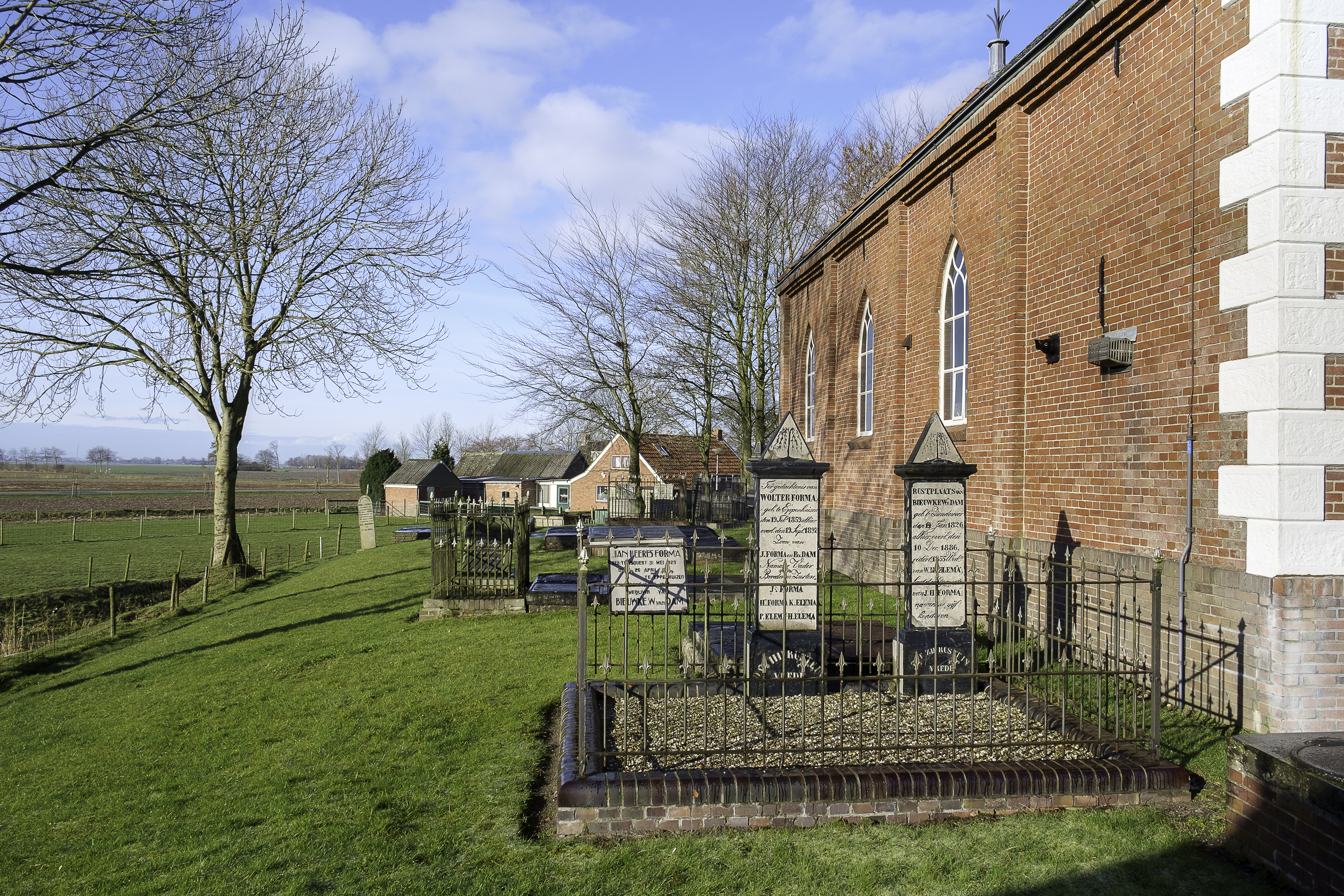
Kerkhof naast de kerk
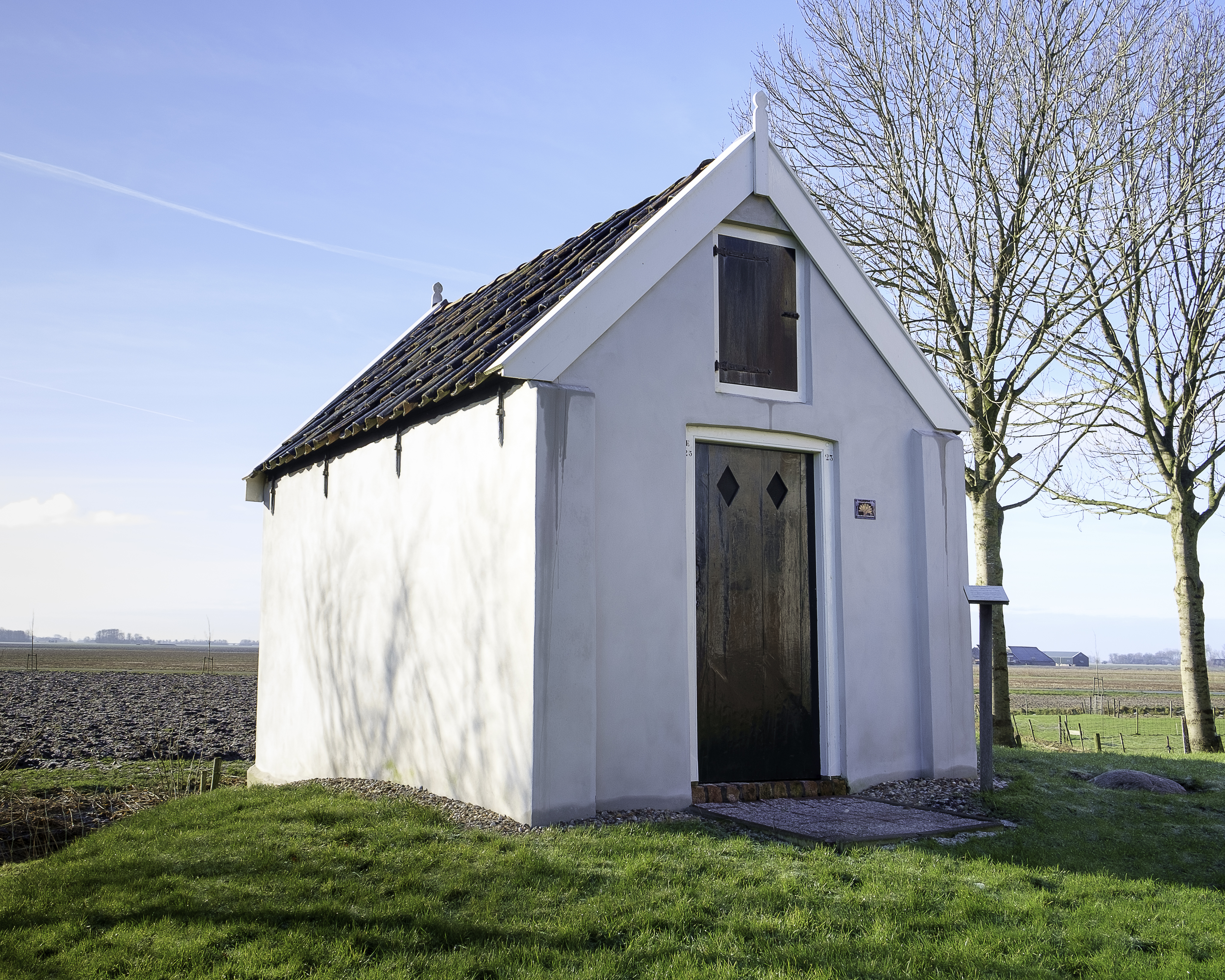
Baarhuisje